# Kukaččí hašování

Příklad kukaččího hašování. Šipky ukazují alternativní umístění pro každý klíč. Nová položka by byla vložena na pozici A tak, že A se přesune na svou alternativní pozici teď zabranou B. Proto se B přesune na svou alternativní pozici, která je teď prázdná. Vložení nového prvku na pozici H by se nepodařilo: protože H je částí cyklu (spolu v W), nový prvek bude zase přemísťován.

Kukaččí hašování (en: Cuckoo hashing) je schéma v programování pro řešení kolizí hodnot hašovací funkce v hašovací tabulce. Kukaččí hašování bylo poprvé popsáno Rasmusem Paghem a Flemmingem Friche Rodlerem v 2001. Jméno metody je odvozeno od chování některých druhů kukaček, u kterých mládě po
vylíhnutí vyhodí původní vajíčka nebo mláďata z hnízda.

## Teorie
Základní myšlenka je použít dvě hašovací funkce místo jedné. To poskytne dvě možné umístění v hašovací
tabulce pro každý klíč. V jedné obecně užívané variantě algoritmu je hašovací tabulka
rozdělena na dvě menší stejně veliké tabulky a každá hašovací funkce indexuje do jedné z nich.
Když je vkládán nový klíč, použije se hladový algoritmus: nový klíč se vloží na jedno ze svých dvou
možných umístění, přičemž "vykopne", tj. nahradí jiný klíč, který tam je případně umístěn. Tento
nahrazovaný klíč je pak umístěn na svoje alternativní umístění, kde případně opět vykopne prvek tam
sídlící. Přemísťování pokračuje, dokud se nenajde volná pozice anebo se metoda zacyklí. V tom případě je hašovací tabulka přehašována na
místě za použití nových hašovacích funkcí
Vyhledání potřebuje zkontrolovat pouze dvě pozice v hašovací tabulce, což zabere konstantní čas v nejhorším
případě (viz Asymptotická složitost). Tím se liší od mnoha jiných hašovacích metod, které
nemají konstantní omezení časové složitosti pro nejhorší případ vyhledávání.
Dá se ukázat, že vkládání do hašovací tabulky uspěje v konstantním očekávaném čase, i
když zahrneme potřebu přebudování tabulky, pokud je počet klíčů menší než polovina kapacity tabulky, tj.
faktor naplnění je pod 50%.

## Zobecnění a aplikace
Zobecnění kukaččího hašování, které používá víc než 2 hašovací funkce, bude efektivně využívat větší část
kapacity tabulek, ale za cenu menší rychlosti vkládání a vyhledávání. Použití již tří hašovacích funkcí
zvyšuje naplnění na 91%. Jiná generalizace kukaččího hašování používá víc než 1 klíč na pozici. Už použití
dvou klíčů na pozici dovoluje faktor naplnění přes 80%.
Jiné algoritmy, které používají víc hašovacích funkcí, zahrnují Bloomův filtr. Kukaččí hašování lze
použít na implementaci datové struktury ekvivalentní Bloomovu filtru. Zjednodušená
generalizace kukaččího hašování (viz CPU cache, CPU cache#Asociativita, en: skewed-associative
cache) se používá v některých CPU cache.[zdroj?]
Článek od Zukowski et al. ukázal, že kukaččí hašování je mnohem rychlejší než
zřetězené hašování pro malé hašovací tabulky umístěné v cache na
moderních procesorech. Kenneth Ross ukázal, že více položková verze kukaččího
hašování (varianty, které používají pozice s více než jednou položkou) je rychlejší než konvenční metody
taky pro velké hašovací tabulky, pokud je zaplnění vysoké. Výkonnost více položkové kukaččí hašovací tabulky
byla zkoumána dále Askitisem,, kde její chování porovnával vůči
alternativním hašovacím schématům.
Přehled od Mitzenmachera uvádí otevřené problémy v souvislosti s kukaččím hašováním v roce 2009.